# Aleksej Tolstoj
Aleksej Nikolajevitj Tolstoj (russisk: Алексей Николаевич Толстой, tr. Alekséj Nikoláevitj Tolstój; født 10. januar 1883 i Pugatjov, Saratov guvernement, død 23. februar 1945 i Moskva) var en russisk forfatter. Aleksej Tolstoj var slægtning til både Lev Tolstoj og Ivan Turgenev. Selv om han var af adelig slægt, forblev han i Rusland efter revolutionen og blev en af Sovjetunionens mest fremtrædende forfattere.